# Satoshi Takamatsu
Satoshi Takamatsu (jap. 高松 聡, Takamatsu Satoshi; * 5. Mai 1963) ist ein japanischer Unternehmer.

## Leben
Takamatsu begann seine berufliche Karriere bei der Werbeagentur Dentsū. 2005 gründete er sein eigenes Unternehmen, GROUND, und war als dessen Chief Executive Officer und Chief Creative Officer tätig. Für seine Werbekampagnen wurde er mit diversen Preisen ausgezeichnet.
Des Weiteren ist er der Gründer und Chief Executive Officer der Unternehmen Space Films und Space Travel. Letzteres ist das erste japanische Unternehmen im Bereich Weltraumtourismus.
Im Januar 2015 begann Takamatsu sein Training für den Flug zur Internationalen Raumstation (ISS). Er war dabei Ersatzmann für die britische Sängerin Sarah Brightman. Nachdem Brightman im Mai 2015 zurückgezogen hatte, sagte im Juni auch Takamatsu seinen Flug ab. Die Kunst-Projekte, die er im All hätte durchführen wollen, seien noch nicht bereit. Statt Brightman oder Takamatsu flog der kasachische Kosmonaut Aidyn Ajymbetow.